# Arusha (stad)

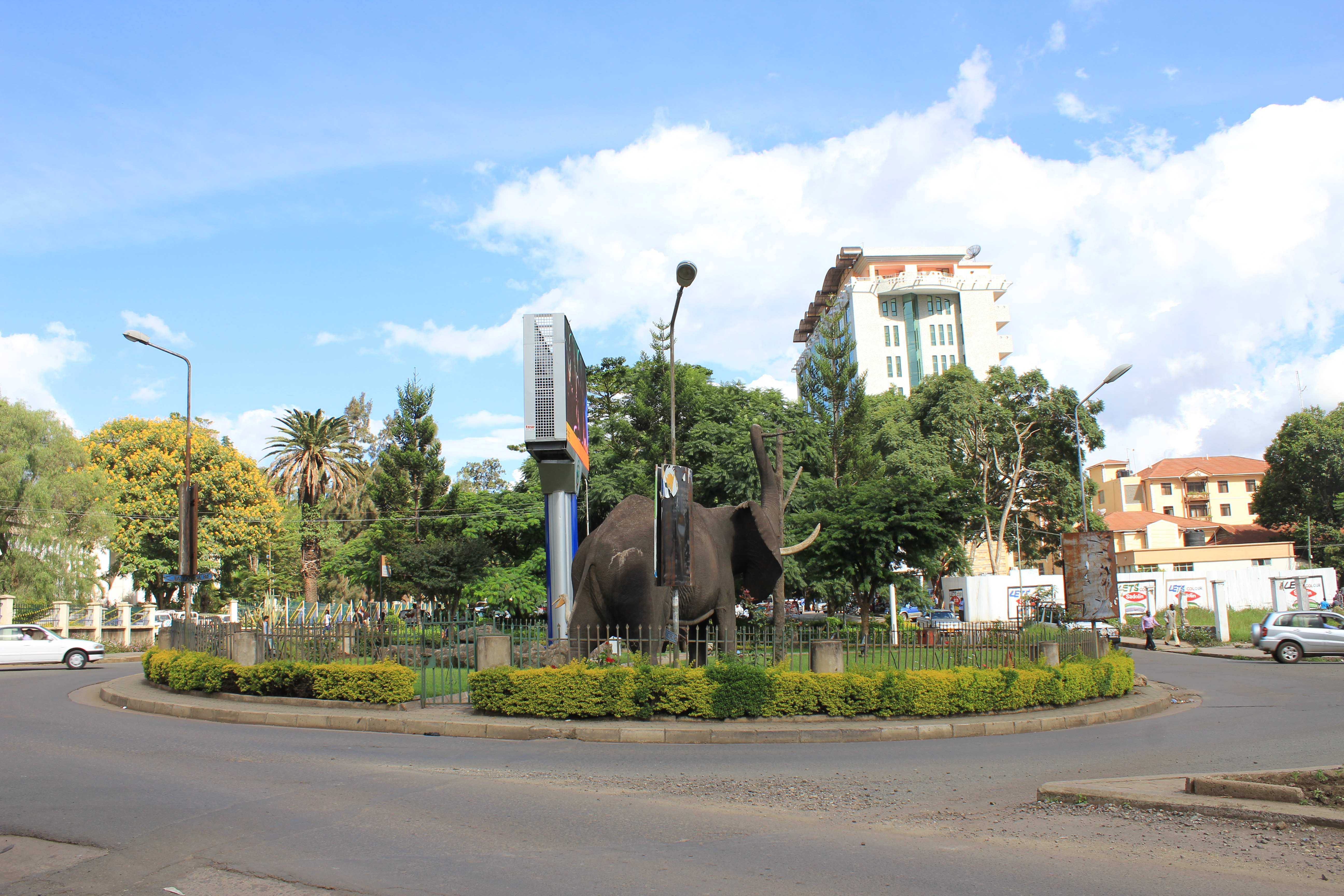
Straatbeeld van Arusha

Arusha is de hoofdstad van de regio Arusha in het noorden van Tanzania. Het heeft een inwonertal van 271.000. Arusha ligt op het plateau van de Grote Riftvallei aan de voet van de Meruberg, tussen de Serengetivlakte, de Ngorongorokrater, het Manyarameer, de Olduvaikloof en het Kilimanjaro Nationaal Park.
De temperatuur beweegt tussen de 13 graden en 30 graden Celsius. Er is een droog en een nat seizoen.
In 1967 werd hier de Verklaring van Arusha getekend, die in de jaren 1980 een belangrijke filosofie vormde voor de politiek in Tanzania.
Om een vreedzaam einde te maken aan de Rwandese burgeroorlog kwamen de Rwandese president Juvénal Habyarimana en het Rwandees Patriottisch Front in 1993 in Arusha onder internationale druk tot een samenwerkingsovereenkomst, de zogenaamde Arusha-akkoorden. In 1994 werd door de VN Veiligheidsraad, aan de hand van resolutie 955 van 8 november 1994, in Arusha het Rwanda-tribunaal opgericht. Hierdoor heeft de lokale economie een flinke financiële injectie gekregen.
Arusha is de zetel van een rooms-katholiek aartsbisdom.
De stad is een belangrijk internationaal diplomatiek knooppunt. Het herbergt het Hof van Justitie van de Afrikaanse Unie en is de hoofdstad van de Oost-Afrikaanse Gemeenschap.